# Ceiba aesculifolia
La ceiba (Ceiba aesculifolia) es un árbol perteneciente a la familia de las malváceas. Puede alcanzar hasta 30 metros de altura y dimensiones impresionantes de tronco. En estados juveniles el tronco se encuentra recubierto de grandes espinas cónicas. El fruto es una cápsula gigante que encierra las semillas en una gruesa capa de suave fibra sedosa blanca. Esta fibra se ha utilizado para rellenar colchones. Se elaboran atractivas artesanías con la corteza y las espinas. Tiene propiedades medicinales. Es el árbol sagrado de los Mayas.

## Descripción
Son árboles que alcanzan un tamaño de 10–15 m de alto, el tronco densamente cubierto de espinas. Hojas 5–7-folioladas, los folíolos obovados a oblongo-elípticos, 3–10 cm de largo y 1–4 cm de ancho, ápice acuminado, base cuneada, serrados al menos hacia el ápice, glabros o densamente pubescentes. Flores solitarias naciendo en las axilas de las hojas caídas o algo agrupadas hacia los ápices de las ramas, blanquecinas tornándose cafés en el interior; cáliz irregular y ligeramente lobado, 1.5–3 cm de largo; pétalos 8–16 cm de largo, con densa pubescencia café-amarillenta en el exterior; filamentos formando una columna angosta y pubescente de ca 1.5–2 cm de largo. Fruto de 12–15 cm de largo y hasta 8 cm de ancho.

## Distribución y hábitat
Es una especie poco frecuente, se encuentra en bosques bajos, secos y caducifolios, zonas norcentral y pacífica; a una altitud de 20–850 m; fl ene–abr, fr may, jun; desde México a Costa Rica.

## Medicina popular
Es una planta que se recomienda usar para los trastornos digestivos. En el Estado de México se le emplea como purgante y vomitivo y en Quintana Roo sólo como vomitivo. En Yucatán se emplea la corteza de la planta fermentada y se usa en baños para casos de insolación.
De manera general, interviene en el tratamiento de la debilidad, dermatitis, los espasmos y las mordeduras de víbora. Además se le utiliza como diurético.
Historia
En el siglo XVI, Francisco Hernández de Toledo comenta: "las hojas curan las úlceras".
Comentarios
Aunque sobre el pochote, Ceiba aesculifolia, existe un antecedente de su uso medicinal en el siglo XVI, éste uso no coincide con las aplicaciones que se le asignan en la actualidad y sólo existe cierta relación entre la antigua utilización, para las úlceras (no se especifica si digestivas o de la piel), y la aplicación en el presente para las dermatitis.

## Taxonomía
La especie fue descrita inicialmente como Bombax aesculifolium por Carl Sigismund Kunth y publicado en Nova Genera et Species Plantarum (quarto ed.) 5: 298–299, en 1821[1822], actualmente es tanto un sinónimo como el basónimo de esta; y ulteriormente, sería transferida al género Ceiba por James Britten y Edmund Gilbert Baker en Journal of Botany, British and Foreign 34(400): 175, en 1896.

#### Variedades
- Ceiba aesculifolia subsp. aesculifolia
- Ceiba aesculifolia subsp. parvifolia (Rose) P.E.Gibbs & Semir

#### Sinonimia
- Bombax aesculifolium Kunth (basónimo)
- Bombax axillare Moç. & Sessé ex DC.
- Ceiba grandiflora Rose
- Ceiba pallida Rose
- Ceiba tomentosa (B.L.Rob. ex Pringle) Britton & Baker
- Eriodendron acuminatum S.Watson
- Eriodendron aesculifolium (Kunth) DC.
- Eriodendron grandiflorum (Rose) Conz.
- Eriodendron guineense G.Don
- Eriodendron tomentosa B.L.Rob. ex Pringle[5]

## Nombres comunes
- Pochote, apochote, ceiba, puchote.[3]